# میانچن (استان لوبلین)
میانچن (به لاتین: Miączyn) یک روستا در لهستان است که در گمینا میانچن واقع شده‌است. میانچن ۷۴۹ نفر جمعیت دارد.